# Tregunter Towers
Les Tregunters Towers sont un ensemble de trois gratte-ciel construit en 1993 à Hong Kong. La Tregunter Tower III s'élève à 220 mètres pour 68 étages tandis que la Tregunter Tower I et la Tregunter Tower II, deux tours jumelles identiques, s'élèvent à 110 mètres pour 34 étages. Les trois immeubles abritent des logements.
Le grimpeur de l'extrême Rémi Lucidi y trouve la mort, le 27 juillet 2023.